# Acrosemia naranja
Acrosemia naranja là một loài bướm đêm trong họ Geometridae.